# 馬立島

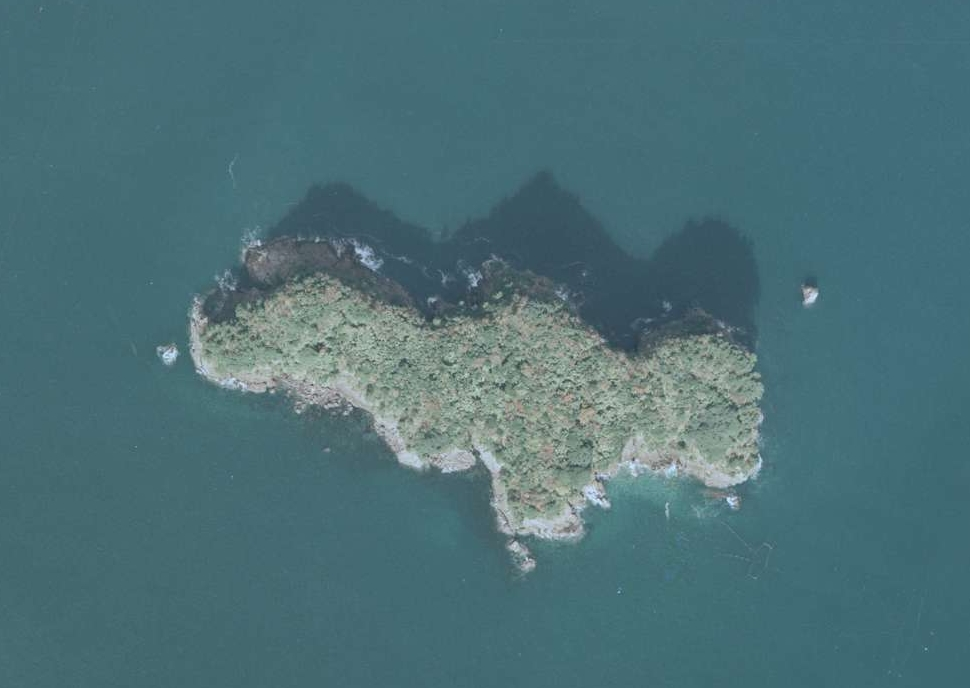

馬立島（うまたてじま）は、京都府舞鶴市に存在する島である。

## 概要
若狭湾の舞鶴市の大浦半島の水ヶ浦の沖合に位置している無人島。古くは江戸時代に書かれた丹後の地誌『丹哥府志』にも記載があり、大うろ、観音坂、大壁、鷹ノ巣の四つの奇景が紹介されている。

日子坐王が青葉山に棲む鬼を討伐に官軍を率いて来た際、軍勢を整えた地との伝説が残っている。
島の周囲には、田井水産有限会社の大型定置網が設置してある。沖釣り・船釣りの穴場である。アオリイカ・ハマチ等の青物・根魚等が狙える。
水ヶ浦漁港から約１キロメートル沖にある。
島の西側に小型船舶が進入出来る程の洞((うろ)がある。イワツバメが営巣している。
水ヶ浦集落の住民は「うまたて」ではなく、「まだて」と呼ぶ。

## 登山史
- 2014年9月 - 小阪健一郎らが大壁（東壁）を登攀[2]。

## 参照
1. ↑  小林玄章、小林之保、小林之原『丹哥府志』1763-1841年。
2. ↑  小阪健一郎「離島に登山の原点あり！ 島に残された未知未踏を登る」『岳人』819号、ネイチャーエンタープライズ、2015年9月、32-37頁。

## 所在地
- 緯度経度：北緯35度34分2秒 東経135度28分44.5秒 / 北緯35.56722度 東経135.479028度
- 郵便番号：625-0157
- 住所：京都府舞鶴市田井